# Таласъм
Таласъм в българските фолклорни поверия е зъл и невидим дух, който обитава мостове, чешми и сгради (най-често изоставени).
В Родопите е познат под наименованието дракус. Според някои поверия, таласъмът може да приема облика на куче или котка. Той възниква, когато човек или имане бъдат зазидани при строежа. Таласъмът, който произлиза от зазидана жена често пее, плаче, или преде, докато таласъмът, който произлиза от зазидан мъж често свири на кавал или на гайда. През деня таласъмите се крият на тавана, в избата или в стопанските помещения на двора. (Традиционно и исторически, българското население се е състояло предимно от земеделци, което е отразено в народните поверия подобни на това за таласъма. Това им придава архаичен стил.) В някои области на страната таласъмите се възприемат като духове на неживи. Според тези вярвания, блуждаещите им души търсят покой и убежище и, когато намерят подходящ дом, те се заселват там и трудно могат да бъдат прогонени. Напротив, таласъмите правят всичко възможно да прогонят хората, в чиято къща са се заселили, като създават шум, издават стонове, и правят пакости (подобно на западноервопейския „полтъргайст“). Според българските поверия, за да се отърве от таласъм, стопанинът на дома трябва да го извика на предварително приготвена трапеза и да го излъже, че обитателите на дома празнуват сватба. След като постои на масата, човекът трябва да стане и да каже, че е време да отидат на сватбеното празненство, след което да отведе таласъма в отдалечена хижа в гората (някога е имало много такива заслони на ловци, овчари и дървари). Когато стигнат нарочената колиба, човекът отваря вратата, поканва таласъма вътре, оставя му малко храна и оплетена на възли прежда и под предлог, че отива да доведе и сватбарите, залоства вратата отвън. Вярва се, че таласъмите са домошари и не могат да търпят недовършена домашна работа и ръкоделие край себе си. Всичко разпръснато или омотано се залавят да го оправят, така че кълбо заплетени конци обзема вниманието им задълго. Затова поверието гласи, че е опасно човек да влиза в чужди колиби из гората, защото, ако там е изоставен таласъм, той ще тръгне с него и ще се засели в дома му.

## Представи за таласъма в Българските народни вярвания
Във вярванията на българите таласъмът е демоничен персонаж. Думата „таласъм“ произлиза от гръцкото τελεσμα – жертва, оброк, през тур. telsem (от араб. tilsem) – със значение у турците „талисман, магически предмет“. Представите за него са нееднозначни. Според Речника на Найден Геров таласъмите са два вида: „1. Зъл дух, който уж се явява като сянка нощем по големите сгради, та прави пакости; сенище, ветрощина, буганец, буганин. Таласъми ходят, докле петли пропеят. Всяка по-голяма сграда си има по един таласъм. Вградено нещо, 40 дена след вграждането му умира и уж ставало таласъм. 2. Една змия, която се въди по къщите, домашар, мишкар, мишеядка.“ Това се потвърждава и от Любен Каравелов, който принципно приближава таласъмите до руския „домовой“ и също ги дели на „добри“ и „лоши“. Според него във всеки дом има такъв дух, който пази дома от злини и болести и се появява най-често във вид на змия или таралеж (затова змия, появила се в къщата, не била убивана).. Вярванията за таласъма са разпространени из цялата етническа територия на българите и е наричан още таласъмѝн, таласо̀н, талсо̀н, сѐнкя, сѐнище, дра̀кус и др.

## Таласъм – дух на вградена жертва
Най-често (а и най-известно като значение) думата „таласъм“ се употребява за обозначаване на духа на вграден („зазидан“) в основите на сграда или мост човек. Смята се, че 40 дни след зазиждането на сянката на човека, той умира и духът му (или зазиданата сянка) става таласъм, който пази тази сграда или мост. Явява се нощно време или в човешка форма, или приема облика на различни животни – котка, куче, коза и т.н. Той стене, плаче, вика, но не бива да му се отговаря под угрозата от загуба на зрение или слух. Вярва се, че ако вградената жертва е била мома или невеста, духът преде или пее, а ако е бил момък или мъж – свири на кавал, по-рядко гайда. В други случаи таласъмът напада и души закъснелите минувачи.
Противодействията на такъв дух са огън (светлина), както и християнските кръст (прекръстване), молитва или тамян.
(вж. още Вграждане на сянка)

## Таласъм – пазител на имане
Не по-малко известни са и таласъмите-пазители на заровено имане. Вярва се, че когато се заравя съкровище, над мястото се принася жертва, чийто дух става впоследствие таласъм – пазител на имането, който нощно време обикаля околността и го охранява. Вярва се още, че веднъж в годината, на точно определен ден (обикновено срещу Коледа, Васильовден, Водици, Благовец, Гергьовден, Еньовден) над мястото на закопаното съкровище точно в полунощ се появява синкав пламък. Тогава иманярът, който иска да се сдобие с това съкровище, посипва през нощта мястото с пепел или пресято брашно и гледа на сутринта каква стъпка има оставена върху пепелта или брашното. Според стъпката се узнава какъв е демонът-пазител (какво е принесено в жертва) и, респективно, каква жертва трябва да се принесе върху имането, за да го освободи таласъмът. Ако стъпката е животинска, принася се животно, ако е човешка – човек. При положение, че не бъде принесена жертва, иманярът трябва да се бори с таласъма до сутринта, когато демонът губи силата си.
Такова имане, пазено от таласъм, се нарича от народа ступанити или клети (закълнати, прокълнати) пари.

## Таласъмът като дух-покровител
Като дух-покровител на място (местност), къща, извор, чешма и т.н., таласъмът е извънредно близък типологически до друг дух-пазител на такива обекти, известен във вярванията на българите като стопан (сайбия, наместник и др.) Но между тях съществува една изключително важна разлика: Докато стопанът е душа на покоен прадед, то таласъмът е, така да се каже, изкуствено създаден стопан. В такъв „стопан“ се превръща духът на жертвата, която обикновено се принася при започването на нов градеж.

## Явина
На някои места таласъмът е наричан явина или сенкя. Явина е сроден на вампира, но за разлика от него се появява от кръвта на човек, умрял от насилствена или преждевременна смърт. Друг начин за поява на явина е от сянката или стъпката на човек, вградена в сграда или мост. Както и вампирите, те са невидими за хората, освен за родените в събота, „четириоките кучета“ и децата на вампирите.
Връзката на кучето с хтоничните сили е прилагана в детайли във всички митологии на индо-европейските народи. Интересен пример е този за двете четириоки кучета на бог Яма, похитители на живота, които скитат сред живите същества и проправят пътя на мъртвите към царството на бога на смъртта. (Ригведа: Х, 14,12). Трицветни, каракачански, „четириоки“ кучета, са били силно ценени и им са бил приписвани митични способности. Така такива кучета са участвали в традиционни окултни практики и ритуали.
В края на ΧΙΧ – началото на XX век с отмирането на демонологичните представи, разликата между вампир и явина се размива.